# Oligonicella striolata
Oligonicella striolata es una especie de mantis de la familia Thespidae.

## Distribución geográfica
Se encuentra en  Guatemala.